# Kakava

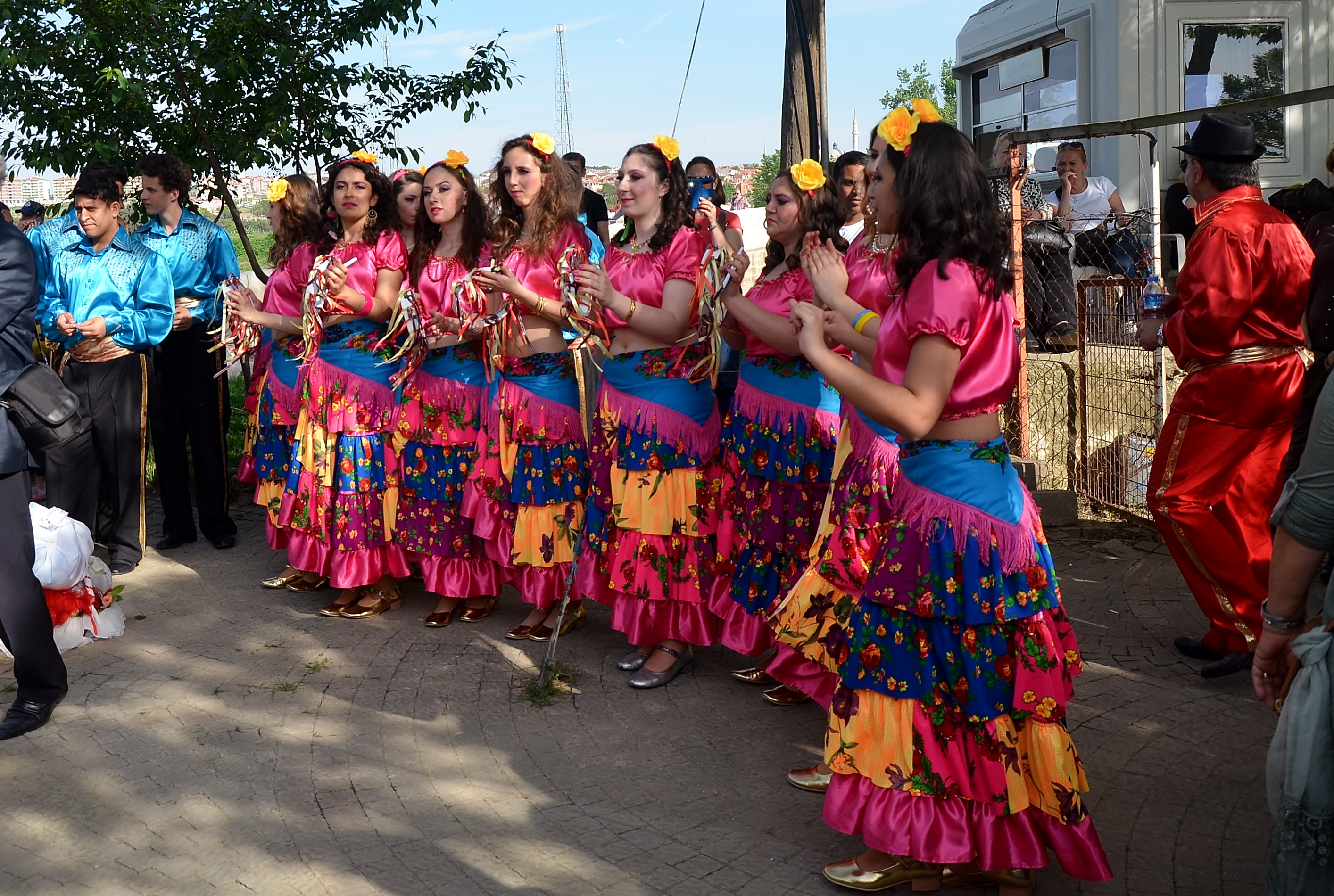
Tanzende Frauen

Kakava ist ein Frühlingsfest der Roma in der Türkei, das am 5./6. Mai in Edirne gefeiert wird. Dabei wird um ein Funkenfeuer getanzt. In der Nacht vom 5. auf den 6. Mai begibt man sich mit Kerzen an den Fluss Tundscha. Zum Abschluss der Festlichkeiten wird Pilav serviert.
Der Glaube an einen Erlöser namens Baba Fingo spielt eine große Rolle, da die Roma in der Türkei glauben, dass Baba Fingo kommt und sie erretten wird, man sagt: Baba Fingo Gelecek, Bütün Dertler Bitecek (deutsch Baba Fingo wird kommen und alle Probleme werden vorbei sein).
Kakava wird oft fälschlich mit Hıdrellez gleichgesetzt.